# La resa dei conti (John Grisham)
La resa dei conti (titolo originale The Reckoning) è un romanzo dello scrittore statunitense John Grisham del 2018.
É il settimo romanzo ambientato nella città immaginaria di Clanton, dopo Il momento di uccidere, La convocazione, L'appello, L'ultimo giurato, L'ombra del sicomoro, e A Time for Mercy.

## Trama

### Parte 1: l’assassinio
1946. Pete Banning è un agricoltore a Clanton, nella contea di Ford, situata nel Mississippi settentrionale; è un veterano di guerra, ed è stato lontano da casa dallo scoppio della Seconda guerra mondiale fino agli ultimi mesi del conflitto; possiede una tenuta di 640 acri dove la sua famiglia coltiva il cotone da generazioni. La sua situazione familiare è complicata; di recente sua moglie Liza è stata ricoverata in un ospedale psichiatrico; i suoi figli Joel e Stella studiano al college; sua sorella Florry, donna con aspirazioni da scrittrice mai realizzate, vive in una piccola porzione di terreno adiacente alla proprietà. Una mattina Pete si alza e decide che è il momento di uccidere una certa persona; si alza, effettua tutte le normali attività quotidiane, e poi si reca in città alla ricerca di Dexter Bell, pastore metodista della comunità; una volta trovato Bell, Pete estrae una pistola e gliela punta addosso; il pastore fa in tempo a dirgli: “Se si tratta di Liza, posso spiegare”. Pete gli spara tre volte uccidendolo.
Stranamente Pete non prova neppure a nascondere il fatto, e la cittadina ne resta inorridita; lo sceriffo Nix Gridley va alla tenuta Banning per arrestare Pete, che non oppone resistenza né dà spiegazioni per il suo gesto, limitandosi a dire “non ho niente da dire”! Ai figli viene ordinato di stare lontani da Clanton; Jackie Bell, vedova del pastore, prende i tre figli e lascia Clanton per tornare nella sua città natale in Georgia.
Dopo alcuni attriti interni, il gran giurì decide per il rinvio a giudizio con l’accusa di omicidio di primo grado; l’avvocato difensore John Wilbanks tenta di costruire una difesa, ma è lo stesso Pete a sabotarne il lavoro, rifiutando sia la richiesta di cambiare la sede del processo sia una dichiarazione di temporanea infermità mentale; Joel e Stella intanto vanno in visita alla madre e scoprono che il padre ha ordinato alla struttura di impedir loro qualunque incontro con la donna. Il processo è breve: il procuratore chiede il rito abbreviato, e Wilbanks non obietta per volere di Pete; la giuria dichiara Pete colpevole condannandolo alla pena di morte, da eseguirsi tramite sedia elettrica; a Pete viene permesso di visitare la moglie un’ultima volta; Liza chiede al marito perdono, e lui risponde che non può perdonarla ma la ama ancora. Il giorno dell’esecuzione, il governatore del Mississippi incontra Pete in privato per spingerlo a rivelare il movente dell’omicidio, offrendo in cambio di cambiare la sentenza in ergastolo; ma Pete insiste che non ha niente da dire; l’esecuzione procede come programmato nel tribunale di Clanton; Pete Banning viene sepolto il giorno dopo.

### Parte 2: il cimitero
Un lungo flashback mostra la vita di Pete Banning negli anni precedenti, a cominciare dal 1925 quando, fresco diplomato dall'accademia di West Point, incontra a Memphis Liza all'epoca diciottenne ad un ballo delle debuttanti; dopo una breve storia appassionata, caratterizzata da una forte carica sessuale soprattutto da parte di Liza, i due fuggono insieme per sposarsi; nei primi anni 30 i genitori di Pete muoiono, così l’uomo lascia il servizio attivo, entra nella riserva e i due coniugi si trasferiscono nella tenuta a coltivare cotone; i primi anni sono difficili, ma alla fine la situazione economica si risolve; e intanto nascono i due figli, Joel e Stella. Poi nel 1939 Pete viene richiamato in servizio attivo, finendo nelle Filippine, che cadono in mano ai Giapponesi nel 1942; i soldati americani arresisi vengono costretti alla lunga marcia verso un campo di prigionia; durante la marcia Pete viene colpito e sviene, cadendo in un canale; creduto morto dai compagni, in realtà sopravvive, viene ripreso e finisce comunque in un campo, rinchiuso in condizioni brutali. Due mesi dopo, alla fattoria giunge la notizia della sua presunta morte. In seguito Pete viene portato su una nave che trasporta prigionieri in un altro campo, stavolta in Giappone, ma la nave viene silurata e lui ne approfitta per scappare; trovato da alcuni Filippini che si prendono cura di lui, scrive una lettera per Liza per informarla che è vivo, ma la lettera verrà strappata dai Filippini stessi, timorosi di rappresaglie da parte dei Giapponesi in caso di ritrovamento della lettera.
Pete si unisce insieme al commilitone Clay Wampler ad una banda di guerriglieri sulle montagne per disturbare l’occupazione giapponese; ma le forze americane cominceranno a riconquistare le Filippine solo alla fine del 1944. Pete viene ritrovato dalle forze regolari agli inizi del 1945 e spedito a San Francisco in un ospedale militare per le cure; Liza riceve la sua chiamata e corre piena di gioia ad incontrarlo; Pete torna infine a casa nel maggio 1945.

### Parte 3: il tradimento
Nel presente, le vite dei figli di Pete vanno avanti: Joel viene dichiarato nuovo tutore legale della madre Liza, che lui e Stella visitano regolarmente; nel frattempo Joel frequenta la scuola di legge e Stella comincia la carriera di insegnante vicino New York; ma Errol McLeish, un avvocato della Georgia diventato amico intimo di Jackie Bell, fa causa per conto della vedova alla famiglia Banning, e con l’aiuto del collega del Mississippi Burch Dunlap deposita un’accusa di wrongful death (cioè un’accusa di responsabilità per una morte provocata da qualcuno in modo diretto o indiretto, condotta in sede civile per ottenere un risarcimento dei danni); mentre la causa si trascina per molto tempo, Liza scappa dall’ospedale psichiatrico statale, torna a casa e ha una lunga conversazione con la cognata Florry; poi va al cimitero e si sdraia sulla tomba di Pete, lasciandosi morire. Nonostante tutte le tattiche per ritardare il processo e i vari appelli, alla fine Jackie Bell vince la causa, e il tribunale assegna tutte le proprietà del defunto Pete Banning a lei, che nel frattempo ha sposato l’avvocato McLeish;.

### Finale
Anni dopo, Joel e Stella Banning si recano a New Orleans in visita alla zia Florry; la donna si è spostata da tempo lì e vive con una amica, ma la sua salute sta progressivamente calando; vicina alla morte, Florry vuole raccontare finalmente la verità sull’omicidio del reverendo Bell. Quando ebbe la notizia della presunta morte di Pete, la disperata Liza sfogò la sua grande libidine sessuale iniziando una relazione spontanea con Jupe, il nipote di due anziani dipendenti neri della fattoria Banning; quando restò incinta, il reverendo Dexter Bell la portò a Memphis per farla abortire di nascosto; però Liza contrasse una infezione persistente che cancellò tutta la sua libidine, e al ritorno di Pete dal fronte la loro relazione degradò; infine Pete venne a sapere dell’aborto e pretese di sapere la verità; non potendo ammettere di aver avuto rapporti sessuali con un nero, Liza puntò il dito contro Dexter Bell.
Sbalordito dalla scoperta, Joel si limita a dire: “allora immagino che Pete abbia ucciso l’uomo sbagliato, giusto, Florry?” poi esce dalla casa. Poco dopo, mentre rimugina sull’accaduto, Joel comprende perché quelli coinvolti hanno fatto quel che hanno fatto, ma avrebbe preferito ignorarlo. Quando Stella, ancora piangente, lo raggiunge, i due concordano che resteranno sempre vicini e non ritorneranno mai a Clanton.

## Edizioni
- John Grisham, La resa dei conti, traduzione di Luca Fusari, Mondadori, 2018, ISBN 9788804705970, OCLC 1077282332.